# Cupa UEFA 1978-1979
Cupa UEFA 1978-1979 a fost a 8-a ediție a competiției de fotbal Cupa UEFA și a 21-a dacă se iau în calcul cele 13 ediții ale Cupei Orașelor Târguri (Inter-Cities Fairs Cup). A fost câștigată de Borussia Mönchengladbach.

## Prima rundă
| Echipa #1                | Total  | Echipa #2                 | Tur           | Retur               |
| ------------------------ | ------ | ------------------------- | ------------- | ------------------- |
| Dukla Praga              | 2–1    | L.R. Vicenza              | 1–0 (Cronică) | 1–1 (Cronică)       |
| Milan                    | (p)1–1 | Lokomotíva Košice         | 1–0 (Cronică) | 0–1 (Cronică)       |
| PFC ȚSKA Sofia           | 3–5    | Valencia CF               | 2–1 (Cronică) | 1–4 (Cronică)       |
| Borussia Mönchengladbach | 7–2    | SK Sturm Graz             | 5–1 (Cronică) | 2–1 (Cronică)       |
| FC Argeș Pitești         | 5–1    | Panathinaikos             | 3–0 (Cronică) | 2–1 (Cronică)       |
| Athletic Bilbao          | 2–3    | Ajax Amsterdam            | 2–0 (Cronică) | 0–3 (Cronică)       |
| Finn Harps F.C.          | 0–10   | Everton                   | 0–5 (Cronică) | 0–5 (Cronică)       |
| Jeunesse Esch            | 0–2    | Lausanne Sports           | 0–0 (Cronică) | 0–2 (Cronică)       |
| FC Nantes                | 0–2    | S.L. Benfica              | 0–2 (Cronică) | 0–0 (Cronică)       |
| Sporting Gijón           | 3–1    | Torino                    | 3–0 (Cronică) | 0–1 (Cronică)       |
| S.C. Braga               | 7–3    | Hibernians FC             | 5–0 (Cronică) | 2–3 (Cronică)       |
| Galatasaray              | 2–6    | West Bromwich Albion F.C. | 1–3 (Cronică) | 1–3 (Cronică)       |
| Berliner FC Dynamo       | 6–6(a) | Steaua Roșie Belgrad      | 5–2 (Cronică) | 1–4 (Cronică)       |
| KuPS                     | 6–5    | Boldklubben 1903          | 2–1 (Cronică) | 4–4 (Cronică)       |
| FC Basel                 | 3–7    | VfB Stuttgart             | 2–3 (Cronică) | 1–4 (Cronică)       |
| FC Torpedo Moscova       | 7–3    | Molde F.K.                | 4–0 (Cronică) | 3–3 (Cronică)       |
| IF Elfsborg              | 3–4    | RC Strasbourg             | 2–0 (Cronică) | 1–4 (Cronică)       |
| MSV Duisburg             | 10–2   | Lech Poznań               | 5–0 (Cronică) | 5–2 (Cronică)       |
| Standard Liège           | 1–0    | Dundee United F.C.        | 1–0 (Cronică) | 0–0 (Cronică)       |
| IK Start                 | 0–1    | Esbjerg fB                | 0–0 (Cronică) | 0–1 (Cronică)       |
| Arsenal F.C.             | 7–1    | Lokomotive Leipzig        | 3–0 (Cronică) | 4–1 (Cronică)       |
| FC Carl Zeiss Jena       | 3–2    | Lierse SK                 | 1–0 (Cronică) | 2–2 (Cronică)       |
| IBV                      | (a)1–1 | Glentoran F.C.            | 0–0 (Cronică) | 1–1 (Cronică)       |
| FC Twente                | 3–4    | Manchester City           | 1–1 (Cronică) | 2–3 (Cronică)       |
| Hibernian F.C.           | 3–2    | IFK Norrköping            | 3–2 (Cronică) | 0–0 (Cronică)       |
| FC Politehnica Timișoara | 3–2    | MTK Hungária FC           | 2–0 (Cronică) | 1–2 (Cronică)       |
| Pezoporikos Larnaca FC   | 3–7    | Śląsk Wrocław             | 2–2 (Cronică) | 1–5 (Cronică)       |
| Olympiacos               | 3–4    | Levski Sofia              | 2–1 (Cronică) | 1–3(d.p.) (Cronică) |
| Dinamo Tbilisi           | 3–1    | Napoli                    | 2–0 (Cronică) | 1–1 (Cronică)       |
| Hajduk Split             | 3–2    | SK Rapid Wien             | 2–0 (Cronică) | 1–2 (Cronică)       |
| Hertha BSC Berlin        | 2–1    | PFC Botev Plovdiv         | 0–0 (Cronică) | 2–1 (Cronică)       |
| Budapesta Honvéd FC      | 8–2    | Adanaspor                 | 6–0 (Cronică) | 2–2 (Cronică)       |

### Tur
| Dukla Praga | 1–0 | L.R. Vicenza |
| ----------- | --- | ------------ |
| Nehoda 6'   |     |              |

| Milan         | 1–0 | Lokomotíva Košice |
| ------------- | --- | ----------------- |
| Novellino 34' |     |                   |

| Sporting Gijón              | 3–0 | Torino |
| --------------------------- | --- | ------ |
| E. Ferrero 4' Morán 14' 66' |     |        |

Enzo Ferrero a marcat un gol direct din corner.
| IF Elfsborg                           | 2–0 | Strasbourg |
| ------------------------------------- | --- | ---------- |
| Tommy Svensson 17' Magnusson 44' (p.) |     |            |

| Dinamo Tbilisi            | 2–0 | Napoli |
| ------------------------- | --- | ------ |
| Kipiani 39' Shengelia 49' |     |        |

| ȚSKA Sofia               | 2–1 | Valencia    |
| ------------------------ | --- | ----------- |
| Dzhevizov 7' Hristov 54' |     | Solsona 71' |

| Hertha BSC Berlin | 0–0 | Botev Plovdiv |
| ----------------- | --- | ------------- |
|                   |     |               |

### Retur
| L.R. Vicenza | 1–1 | Dukla Praga  |
| ------------ | --- | ------------ |
| Briaschi 14' |     | Gajdůšek 50' |

Dukla Praga s-a calificat cu scorul general de 2–1.
| Lokomotíva Košice                                                    | 1 – 0 (d.p.) (d.p.) | Milan                                                                            |
| -------------------------------------------------------------------- | ------------------- | -------------------------------------------------------------------------------- |
| Kozák 81'                                                            |                     |                                                                                  |
| Kozák · Ujhely · Jacko · Móder · Suchánek · Dobrovič · Fecko · Repík | 6–7                 | Maldera · Novellino · Chiodi · Buriani · Antonelli · Morini · De Vecchi · Baresi |

Lokomotíva Košice 1–1 Milan. Milan s-a calificat după penaltiuri.
| Torino       | 1–0 | Sporting Gijón |
| ------------ | --- | -------------- |
| Graziani 64' |     |                |

Sporting Gijón s-a calificat cu scorul general de 3–1.
| Strasbourg                                     | 4–1 | IF Elfsborg  |
| ---------------------------------------------- | --- | ------------ |
| Piasecki 8' Tanter 27' Gemmrich 75' Wagner 80' |     | Ahlström 43' |

Strasbourg s-a calificat cu scorul general de 4–3.
| Napoli             | 1–1 | Dinamo Tbilisi |
| ------------------ | --- | -------------- |
| Savoldi 79' (pen.) |     | Daraselia 66'  |

Dinamo Tbilisi s-a calificat cu scorul general de 3–1.
| Valencia                             | 4–1 | ȚSKA Sofia  |
| ------------------------------------ | --- | ----------- |
| Saura 16', 82' Felman 53' Kempes 87' |     | Hristov 17' |

Valencia s-a calificat cu scorul general de 5–3.
| Botev Plovdiv      | 1–2 | Hertha BSC Berlin                               |
| ------------------ | --- | ----------------------------------------------- |
| Georgi Slavkov 49' |     | Karl-Heinz Granitza 32' Karl-Heinz Granitza 41' |

Hertha s-a calificat cu scorul general de 2–1.

## A doua rundă
| Echipa #1          | Total  | Echipa #2                 | Tur           | Retur               |
| ------------------ | ------ | ------------------------- | ------------- | ------------------- |
| Ajax Amsterdam     | 5–0    | Lausanne Sports           | 1–0 (Cronică) | 4–0 (Cronică)       |
| Honvéd Budapesta   | 4–2    | FC Politehnica Timișoara  | 4–0 (Cronică) | 0–2 (Cronică)       |
| Everton            | 2–2(a) | Dukla Praga               | 2–1 (Cronică) | 0–1 (Cronică)       |
| FC Argeș Pitești   | 4–6    | Valencia CF               | 2–1 (Cronică) | 2–5 (Cronică)       |
| FC Carl Zeiss Jena | 0–3    | MSV Duisburg              | 0–0 (Cronică) | 0–3(d.p.) (Cronică) |
| FC Torpedo Moscova | 2–3    | VfB Stuttgart             | 2–1 (Cronică) | 0–2 (Cronică)       |
| Hajduk Split       | 2–2(a) | Arsenal F.C.              | 2–1 (Cronică) | 0–1 (Cronică)       |
| Hertha BSC Berlin  | 2–1    | Dinamo Tbilisi            | 2–0 (Cronică) | 0–1 (Cronică)       |
| IBV                | 1–4    | Śląsk Wrocław             | 0–2 (Cronică) | 1–2 (Cronică)       |
| KuPS               | 1–6    | Esbjerg fB                | 0–2 (Cronică) | 1–4 (Cronică)       |
| Manchester City    | 4–2    | Standard Liège            | 4–0 (Cronică) | 0–2 (Cronică)       |
| Levski Sofia       | 1–4    | Milan                     | 1–1 (Cronică) | 0–3 (Cronică)       |
| RC Strasbourg      | 2–1    | Hibernian F.C.            | 2–0 (Cronică) | 0–1 (Cronică)       |
| S.C. Braga         | 0–3    | West Bromwich Albion F.C. | 0–2 (Cronică) | 0–1 (Cronică)       |
| S.L. Benfica       | 0–2    | Borussia Mönchengladbach  | 0–0 (Cronică) | 0–2(d.p.) (Cronică) |
| Sporting Gijón     | 1–2    | Steaua Roșie Belgrad      | 0–1 (Cronică) | 1–1 (Cronică)       |

### Tur
| Levski Sofia | 1–1 | Milan      |
| ------------ | --- | ---------- |
| Milkov 12'   |     | Chiodi 11' |

| Strasbourg                     | 2–0 | Hibernian |
| ------------------------------ | --- | --------- |
| Gemmrich 22' Piasecki 60' (p.) |     |           |

### Retur
| Milan                            | 3–0 | Levski Sofia |
| -------------------------------- | --- | ------------ |
| Maldera 12' Bigon 40' Chiodi 75' |     |              |

Milan s-a calificat cu scorul general de 4–1.
| Hibernian       | 1–0 | Strasbourg |
| --------------- | --- | ---------- |
| McLeod 61' (p.) |     |            |

Strasbourg s-a calificat cu scorul general de 2–1.

## A treia rundă
| Echipa #1                | Total | Echipa #2                 | Tur           | Retur         |
| ------------------------ | ----- | ------------------------- | ------------- | ------------- |
| Milan                    | 2–5   | Manchester City           | 2–2 (Cronică) | 0–3 (Cronică) |
| Borussia Mönchengladbach | 5–3   | Śląsk Wrocław             | 1–1 (Cronică) | 4–2 (Cronică) |
| Honvéd Budapesta         | 4–3   | Ajax Amsterdam            | 4–1 (Cronică) | 0–2 (Cronică) |
| Esbjerg fB               | 2–5   | Hertha BSC Berlin         | 2–1 (Cronică) | 0–4 (Cronică) |
| RC Strasbourg            | 0–4   | MSV Duisburg              | 0–0 (Cronică) | 0–4 (Cronică) |
| Steaua Roșie Belgrad     | 2–1   | Arsenal F.C.              | 1–0 (Cronică) | 1–1 (Cronică) |
| Valencia CF              | 1–3   | West Bromwich Albion F.C. | 1–1 (Cronică) | 0–2 (Cronică) |
| VfB Stuttgart            | 4–5   | Dukla Praga               | 4–1 (Cronică) | 0–4 (Cronică) |

### Tur
| Milan         | 2–2 | Manchester City    |
| ------------- | --- | ------------------ |
| Bigon 59' 82' |     | Kidd 37' Power 57' |

| Strasbourg | 0–0 | MSV Duisburg |
| ---------- | --- | ------------ |
|            |     |              |

### Retur
| Manchester City                 | 3–0 | Milan |
| ------------------------------- | --- | ----- |
| Booth 15' Hartford 31' Kidd 43' |     |       |

Manchester City s-a calificat cu scorul general de 5–2.
| MSV Duisburg                      | 4–0 | Strasbourg |
| --------------------------------- | --- | ---------- |
| Worm 33' Weber 43', 76' Fruck 48' |     |            |

Duisburg s-a calificat cu scorul general de 4–0.

## Sferturi
| Echipa #1            | Total  | Echipa #2                 | Tur           | Retur         |
| -------------------- | ------ | ------------------------- | ------------- | ------------- |
| Honvéd Budapesta     | 4–4(a) | MSV Duisburg              | 2–3 (Cronică) | 2–1 (Cronică) |
| Hertha BSC Berlin    | 3–2    | Dukla Praga               | 1–1 (Cronică) | 2–1 (Cronică) |
| Manchester City      | 2–4    | Borussia Mönchengladbach  | 1–1 (Cronică) | 1–3 (Cronică) |
| Steaua Roșie Belgrad | 2–1    | West Bromwich Albion F.C. | 1–0 (Cronică) | 1–1 (Cronică) |

### Tur
| Honvéd Budapesta             | 2–3     | MSV Duisburg             |
| ---------------------------- | ------- | ------------------------ |
| Varga 36' Weimper 49 (pen.)' | Cronică | Worm 23' 53' Seliger 85' |

| Hertha BSC Berlin | 1–1     | Dukla Praga |
| ----------------- | ------- | ----------- |
| Nüssing 7'        | Cronică | Pelc 51'    |

| Manchester City | 1–1     | Borussia Mönchengladbach |
| --------------- | ------- | ------------------------ |
| Channon 26'     | Cronică | Lienen 66'               |

### Retur
| MSV Duisburg | 1–2     | Honvéd Budapesta   |
| ------------ | ------- | ------------------ |
| Büssers 36'  | Cronică | Poczik 84' Pal 88' |

MSV Duisburg 4–4 Honvéd Budapesta. Duisburg s-a calificat datorită golului marcat în deplasare.
| Dukla Praga | 1–2     | Hertha BSC Berlin         |
| ----------- | ------- | ------------------------- |
| Nehoda 21'  | Cronică | Agerbeck 32' Milewski 57' |

Hertha BSC Berlin s-a calificat cu scorul general de 3–2.
| Borussia Mönchengladbach         | 3–1     | Manchester City |
| -------------------------------- | ------- | --------------- |
| Kulik 26' Bruns 52' Del'Haye 71' | Cronică | Deyna 78'       |

Borussia Mönchengladbach s-a calificat cu scorul general de 4–2.

## Semifinale
| Echipa #1            | Total  | Echipa #2                | Tur | Retur |
| -------------------- | ------ | ------------------------ | --- | ----- |
| MSV Duisburg         | 3–6    | Borussia Mönchengladbach | 2–2 | 1–4   |
| Steaua Roșie Belgrad | (a)2–2 | Hertha BSC Berlin        | 1–0 | 1–2   |

### Tur
| MSV Duisburg       | 2–2                 | Borussia Mönchengladbach |
| ------------------ | ------------------- | ------------------------ |
| Worm 47' Fruck 63' | Report UEFA Cronică | Simonsen 62' Lausen 76'  |

| Steaua Roșie Belgrad | 1–0                 | Hertha BSC Berlin |
| -------------------- | ------------------- | ----------------- |
| Savić 7'             | Report UEFA Cronică |                   |

### Retur
| Borussia Mönchengladbach              | 4–1                 | MSV Duisburg |
| ------------------------------------- | ------------------- | ------------ |
| Simonsen 43' 55' Kulik 47' Lienen 81' | Report UEFA Cronică | Büssers 70'  |

Borussia Mönchengladbach s-a calificat cu scorul general de 6–3.
| Hertha BSC Berlin | 2–1                 | Steaua Roșie Belgrad |
| ----------------- | ------------------- | -------------------- |
| Beer 2' Sidka 18' | Report UEFA Cronică | Šestić 74'           |

Steaua Roșie Belgrad 2–2 Hertha BSC Berlin. Belgrade s-a calificat datorită golului marcat în deplasare..

## Finala
| Echipa #1            | Total | Echipa #2                | Tur           | Retur         |
| -------------------- | ----- | ------------------------ | ------------- | ------------- |
| Steaua Roșie Belgrad | 1–2   | Borussia Mönchengladbach | 1–1 (Cronică) | 0–1 (Cronică) |